# 特伦普
特伦普，是西班牙加泰罗尼亚莱里达省的一个市镇。 总面积303平方公里，总人口5192人（2001年），人口密度17人/平方公里。